# Elecciones presidenciales de Estados Unidos de 2016 en Texas
Las elecciones presidenciales de los Estados Unidos de 2016 en Texas se celebraron el martes 8 de noviembre de 2016, como parte de las Elecciones presidenciales de Estados Unidos de 2016, en las que participaron los 50 estados más el Distrito de Columbia. Los votantes de Texas eligieron a los electores para que los representaran en el Colegio electoral a través del voto popular, enfrentando al candidato del Partido Republicano, el empresario Donald Trump y al gobernador de Indiana Mike Pence, contra la candidata del Partido Demócrata, la ex Secretaria de Estado Hillary Clinton y a su compañero de fórmula el senador de Virginia Tim Kaine, Texas tenía 38 votos electorales en el Colegio Electoral.
Texas fue ganado por el republicano Donald Trump y su compañero de fórmula Mike Pence por un margen del 8.99 % sobre los demócratas Hillary Clinton y Tim Kaine. Texas asignó sus 38 votos del Colegio Electoral al ganador del voto popular del estado, pero dos electores infieles eligieron a otros candidatos, convirtiendo a Texas en el único estado en 2016 en darle a Trump menos de los votos electorales asignados. Incluso entonces sus 36 votos electorales fueron el mayor premio electoral de Trump en 2016.
Cuando el Colegio Electoral se reunió el 19 de diciembre de 2016, solo 36 de los 38 electores votaron por Trump para presidente. Dos electores desertaron; uno votó por el gobernador de Ohio, John Kasich, y el otro votó por el excongresista Ron Paul, convirtiendo a este último, a los 81 años y a pesar de no postularse, en la persona de mayor edad en recibir un voto electoral. Para vicepresidente, 37 electores votaron por Pence, mientras que uno votó por Carly Fiorina. Esta fue la primera vez desde 1976 en la que un candidato presidencial republicano perdió un voto prometido a través de un elector infiel; ese año, Gerald Ford perdió un voto electoral del estado de Washington ante el compatriota republicano Ronald Reagan. Además, esta fue la primera vez desde 1972 que el candidato presidencial ganador perdió un voto electoral, cuando Richard Nixon perdió un voto electoral en Virginia ante el candidato del Partido Libertario, John Hospers.

## Resultados
| Partido | Partido     | Candidato       | Votos     | %     |
| ------- | ----------- | --------------- | --------- | ----- |
|         | Republicano | Donald Trump    | 4,685,047 | 52.23 |
|         | Demócrata   | Hillary Clinton | 3,877,868 | 43.24 |
|         | Libertario  | Gary Johnson    | 283,492   | 3.16  |
|         | Verde       | Jill Stein      | 71,558    | 0.80  |
| Otros   | Otros       | Otros           | 51,261    | 0.57  |
|         |             |                 |           |       |
| Total   | Total       | Total           | 8,969,226 | 100   |
|         |             |                 |           |       |
| Fuente: |             |                 |           |       |